# Mercedes Sosa
Mercedes Sosa (født 9. juli 1935, død 4. oktober 2009) var en argentinsk sangerinde og politisk aktivist, hvis navn har spredt sig udover hele Latinamerika . Med sine rødder i den argentinske folkemusik var hun en af grundlæggerne af den musikalske bevægelse Nueva Canción (Ny sang). 
Sosa var kendt for sin dybe og smukke stemme. Hun fik kælenavnet "La Negra", den sorte, på grund af hendes lange kulsorte hår. Sosa blev født i Tucumán i Argentina. Som femtenårig i 1950 vandt hun en sangkonkurrence arrangeret af den lokale radiostation og fik en kontrakt på at optræde i 2 måneder. Sosa og hendes første ægtemand, Manuel Oscar Matus, spillede keyboard i midten af 1960'erne, hvor de var med til at skabe Nueva Canción. I denne periode udgav hun sit første album, Canciones con Fundamento, en samling af argentinske folkesange. I 1967 turnerede Sosa med stor succes i USA og Europa. I de efterfølgende år inspillede hun sine egne sange og sange fra hele Latinamerika. I de tidligere 1970'ere udgav hun to album i samarbejde med komponisten Ariel Ramírez og sangskrivern Félia Luna: Cantata Sudamericana og Mujeres Argentinas. Hun indspillede desuden en hyldest til den netop afdøde chilenske poet Violeta Parra. Da Jorge Videla og militærjuntaen kom til magten, steg undertrykkelsen i Argentina. Under en koncert i La Plata i 1979 blev Mercedes Sosa anholdt og fængslet af militæret. Hendes sange blev forbudt og efter internationalt pres blev hun løsladt og flygtede kort efter eksil i Paris og Madrid.
Op gennem 1970'erne turnerede Sosa i Latinamerika, hvor hun ofte spillede i krigszoner. Blandt andet afholdt hun koncert i Nicaraguas hovedstad Managua til støtte for den sandinistiske guerilla. Derfor blev hun bandlyst af de mange diktatorer, der kom til magten ved militærkup i flere sydamerikanske lande i perioden. Chiles diktator Augusto Pinochet gik endvidere så vidt som at planlægge attentatforsøg mod hende. [kilde mangler]
Sosa vendte tilbage til Argentina i 1982 under falsk navn. Her levede hun under jorden, hvorfra hun kæmpede for at vælte diktaturet. Senere vendte hun tilbage til rampelyst og gav hun flere koncerter i Operateatret i Buenos Aires. Under koncerten inviterede hun flere af sine yngre kollegaer op på scenen. En live-optagelse fra disse koncerter blev udgivet og blev en bestseller.
I de følgende år forsatte Sosa med at turnere rundt, både i Argentina og i udlandet. Blandt andet gav hun koncerter i Lincoln Center, Carnegie Hall og i Mogador i Paris. Mercedes Sosa blev i marts 1990 fjernet fra det chilenske militærdiktaturs sorte liste over uønskede personer.
Ved præsidentvalget i 2003 støttede Sosa sammen med blandt andre Diego Maradona aktivt Nestor Kirchner. Trods store helbredsproblemer udgav Mercedes Sosa i april 2009 albummet Cantora, hvorpå hun sang duet med nogle af Sydamerikas største musikere som Shakira og León Gieco.
Mercedes Sosas helbred svigtede kort efter udgivelsen af "Cantora" og den 18. september 2009 blev hun indlagt på hospitalet, hvor hun efter mange års kamp mod Chagas-sygdommen, afgik ved døden af nyre- og leversvigt 4. oktober 2009. 

## Diskografi
- Canciones con fundamento (1959)
- La voz de la zafra (1961)
- Hermano (1966)
- Yo no canto por cantar (1966)
- Para cantarle a mi gente (1967)
- Con sabor a Mercedes Sosa (1968)
- Mujeres argentinas (1969)
- El grito de la tierra (1970)
- Navidad con Mercedes Sosa (1970)
- Güemes, el guerrillero del norte (1971)
- Homenaje a Violeta Parra (1971)
- Cantata Sudamericana (1972)
- Hasta la victoria (1972)
- Mercedes Sosa y Horacio Guarany (single 1973)
- Traigo un pueblo en mi voz (1973)
- Mercedes Sosa y Horacio Guarany (single 1974)
- A que florezca mi pueblo (1975)
- Niño de mañana (1975)
- En dirección del viento (1976)
- Mercedes Sosa (1976)
- Mercedes Sosa interpreta a Atahualpa Yupanqui (1977)
- O cio da terra (1977)
- Serenata para la tierra de uno (1979)
- Gravado ao vivo no Brasil (1980)
- A quién doy (1981)
- Mercedes Sosa en Argentina (1982)
- Como un pájaro libre (1983)
- Mercedes Sosa (1983)
- Recital (1983)
- ¿Será posible el sur? (1984)
- Corazón americano (1985) (med Milton Nascimento og León Gieco)
- Vengo a ofrecer mi corazón (1985)
- Mercedes Sosa ’86 (1986)
- Mercedes Sosa ’87 (1987)
- Gracias a la vida (1987)
- Amigos míos (1988)
- Live in Europa (1990)
- De mí (1991)
- 30 años (1993)
- Sino (1993)
- Gestos de amor (1994)
- Oro (1995)
- Escondido en mi país (1996)
- Alta fidelidad (1997) (mod Charly García)
- Al despertar (1998)
- Misa Criolla (2000)
- Acústico (2002)
- Argentina quiere cantar (2003) (med Víctor Heredia og León Gieco)
- Corazón libre (2005)
- Cantora (2009)
- Deja la vida volar (2010)
- Censurada (2011)
- Siempre en ti (2013)
- Selva sola (2013)
- Ángel (2014)
- Lucerito (2015)

## Biografier
- Mercedes Sosa, La Negra af Rodolfo Braceli (kun på spansk)
- Mercedes Sosa, La Mami af Fabián Matus (kun på spansk)
- Mercedes Sosa, The Voice of Hope af Anette Christensen (oversat til spansk)
- Mercedes Sosa, More than a Song af Anette Christensen (oversat til spansk)

## Dokumentar
- Mercedes Sosa, La voz de Latinoamérica af Fabián Matus
- Mercedes Sosa, Será possible el sur? af Stefan Paul
- Como un Pájaro Libre af Ricardo Willicher
- Three Worlds, Three Voices, One Vision (optagelser fra turné med Joan Baez og Konstantin Wecker i Tyskland i 1988)
- Mercedes Sosa, Acústico en Suiza (Live koncert)
- Cantora, un viaje intimo (Optagelser fra indspilningen af dobbelt cd'en "Cantora")